# Àrea metropolitana de Puebla

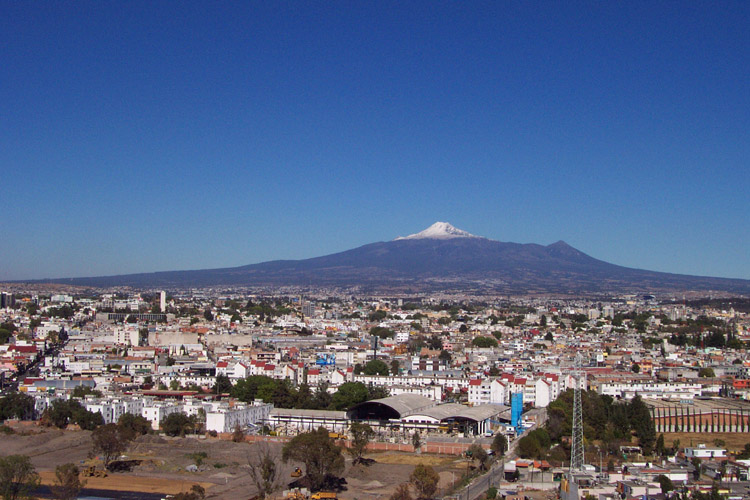
Nord de l'àrea metropolitana de Puebla

L'àrea metropolitana de Puebla o l'àrea metropolitana Puebla-Tlaxcala és la quarta aglomeració urbana més gran de Mèxic, amb una població de 2,1 milions d'habitants. La ciutat principal d'aquesta àrea metropolitana és Puebla de Zaragoza, amb 1,5 milions d'habitants. A més, l'aglomeració inclou 9 altres municipis de l'estat de Puebla i 13 municipis de l'estat de Tlaxcala, però n'exclou la ciutat de Tlaxcala de Xicohténcatl.
L'àrea metropolitana de Puebla és situada a 100 km al sud-est de l'àrea metropolitana de la ciutat de Mèxic i a 300 km a l'oest del Port de Veracruz, al Golf de Mèxic. Està localitzada a la vall de Puebla, una ampla vall a una altura mitjana de 2.000 msnm i envoltada per quatre dels pics més elevats de la Sierra Nevada mexicana: el Popocatépetl, l'Iztaccíhuatl, la Malinche i el Pic d'Orizaba. Tot i trobar-se al centre del país, Puebla també ha estat el centre econòmic i central de transport de l'Orient del territori mexicà. Hi ha diversos parcs industrials, entre els quals, el Parque Finsa integrat per la planta de Volkswagen per a Amèrica del Nord, i més de 70 dels seus proveïdors.
Els municipis que integren l'àrea metropolitana de Puebla són:
De l'estat de Puebla
- Amozoc
- Coronango
- Cuautlancingo
- Juan C. Bonilla
- Ocoyucan
- Puebla de Zaragoza
- San Andrés Cholula
- San Gregorio Atzompa
- San Pedro Cholula

De l'estat de Tlaxcala
- Mazatecochco de José María Morelos
- Acuamanala de Miguel Hidalgo
- San Pablo del Monte
- Tenancingo
- Teolocholco
- Tepeyanco
- Papalotla de Xicohténcatl
- Xicohtzinco
- Zacatelco
- San Juan Huactzinco
- San Lorenzo Axocomanitla
- Santa Catarina Ayometla
- Santa Cruz Quilehtla